# Kiriku und die wilden Tiere
Kiriku und die wilden Tiere ist ein französischer Zeichentrickfilm von Bénédicte Galup und Michel Ocelot aus dem Jahr 2005.

## Handlung
Der weise Großvater berichtet, dass seine Geschichten um Kiriku und die Zauberin noch nicht zu Ende erzählt sind. Er beginnt weitere Episoden aus dem Leben des sehr kleinen, aber auch sehr schlauen und schnellen Kiriku aus Afrika zu erzählen:
Kiriku hatte dem Dorf das Wasser zurückgebracht. Nun beginnen die Bewohner, Felder anzulegen und zu bewässern. Dafür geben sie ihre letzten Pflanzen und Früchte. Die Anpflanzungen gedeihen, doch sind eines Morgens alle Beete verwüstet. Die Bewohner glauben, dass die böse Zauberin Karaba die Ernte vernichtet hat, doch zeigt sich schon bald, dass es eine große schwarze Hyäne war. Es gelingt Kiriku, die Hyäne aus dem Dorf zu vertreiben und einen Bienenschwarm auf sie zu hetzen. Der Grund, warum die Hyäne überhaupt die Früchte zerstört hat, findet sich bald: Sie hatte Jagd auf ein verletztes Zieselhörnchen gemacht, das sich in die Beete gerettet hatte.
Die Ernte ist vernichtet und die Dorfbewohner haben nichts mehr, womit sie Essen kaufen können. Kiriku macht die Bewohner mit der Kunst des Töpferns bekannt, ist der Boden doch sehr lehmhaltig. Bald schon beteiligt sich das ganze Dorf an der Herstellung von Schalen, Krügen und anderen Gefäßen. Kiriku wird von den großen Kindern ausgelacht, kann er doch nur sehr kleine Schalen schaffen, die er jedoch kunstvoll verziert. Nach einer Nacht, in der die Gefäße gebrannt werden, brechen einige Dorfbewohner zur Stadt auf, wo sie die Waren verkaufen wollen. Der Weg ist beschwerlich und bald beklagen sich die Kinder und Frauen, dass ihre Last zu schwer ist. Sie finden einen scheinbar herrenlosen Büffel, den sie als Transporttier verwenden. Kiriku warnt vergeblich, dass es sich um eine Falle von Karaba handeln könnte. Er ist der einzige, der seine Waren selbst zur Stadt trägt. Kurz vor den Stadtmauern reißt sich der Büffel los und wirft die Gefäße ab, die zu Bruch gehen. Nur Kiriku kann seine Gefäße verkaufen und Nahrung für das Dorf kaufen. Karaba, die eben noch triumphieren wollte, verliert.
Eines Morgens findet Kiriku vor seinem Zelt eine merkwürdige Spur, die auf einen dreibeinigen Vogel hinweist. Er bewegt sich trotz Warnung seiner Mutter zu weit vom Dorf fort und sieht sich plötzlich von den Handlangern Karabas, den hölzernen Fetischen, umgeben. Sie wollen ihn festnehmen, doch entwischt er auf einen Baum. Eine Giraffe erscheint und er klettert auf ihren Kopf. Den Tag über lernt er so vollkommen neue Orte Afrikas kennen. Den Fetischen, die der Giraffe folgen, kann er schließlich entkommen, als sie sich zum Trinken hinabbeugt. Die Fetische, die ihm über den Fluss folgen wollen, werden von der Strömung davongerissen.
Im Dorf wurde Bier gebraut. Die Frauen des Dorfes kosten, obwohl eine anmerkt, dass das Bier einen seltsamen Nebengeschmack hat. Am nächsten Morgen sind alle Frauen schwer krank und Kiriku findet im Bierkrug eine Giftblume, die bei Karabas Hütte wächst. Auch das einzige Gegenmittel, eine gelbe Blume, ist dort zu finden. Die Dorfkinder bauen aus einem Mörser eine Fetischfigur, die von Kiriku gelenkt wird. So gelangt er unbemerkt zu Karabas Hütte und kann die lebensrettenden Pflanzen sammeln. Zu spät bemerkt Zauberin Karaba, dass sie hereingelegt wurde. Die Dorfbewohner jedoch lassen Kiriku hochleben.

## Produktion
Im Jahr 1998 war Michel Ocelots Kiriku und die Zauberin erschienen. Der auf afrikanischen Märchen basierende Film wurde ein großer Publikumserfolg und erhielt zahlreiche Auszeichnungen. Kiriku und die wilden Tiere greift die Handlung des ersten Films um den kleinen Kiriku auf, ohne jedoch eine direkte Fortsetzung zu sein. Vielmehr weist die Einleitung durch den weisen Großvater darauf hin, dass die Handlung eine Szene des ersten Teils aufgreift, in der Kiriku den Dorfbewohnern das Wasser zurückgebracht hat. Regisseur Michel Ocelot nannte den Film in einem Interview eine Variation des ersten, so hätte es Zuschauer nicht interessiert, wie Kiriku erwachsen wird. Kiriku und die wilden Tiere ist im Gegensatz zum ersten Film episodisch aufgebaut, wobei jede der vier Erzählungen durch den weisen Großvater eingeleitet wird.
Kiriku und die wilden Tiere wurde als Zeichentrickfilm realisiert, wobei Studios aus Frankreich, Lettland und Vietnam an der Umsetzung beteiligt waren. Die Zeichnungen orientieren sich dabei an der „bildenden Kunst aus Afrika: klare Linien, leichte Überzeichnungen und viel Magie.“
Kiriku und die wilden Tiere erlebte am 13. Mai 2005 im Rahmen der Internationalen Filmfestspiele von Cannes seine Premiere. Er kam am 7. Dezember 2005 in die französischen Kinos, wo er von rund zwei Millionen Zuschauern gesehen wurde. In Deutschland lief er am 5. Oktober 2006 in den Kinos an und erschien im April 2007 auf DVD. Der Film war am 11. Oktober 2011 auf ZDFkultur erstmals im deutschen Fernsehen zu sehen. Im Jahr 2012 erschien mit Kiriku und die Männer und Frauen ein dritter Film um den Jungen Kiriku; Regie führte erneut Michel Ocelot.

## Synchronisation
| Rolle          | Synchronsprecher (original) | Synchronsprecher (deutsche Fassung) |
| -------------- | --------------------------- | ----------------------------------- |
| Kiriku         | Pierre-Ndoffé Sarr          | Tobias John von Freyend             |
| Karaba         | Awa Sene Sarr               | Elisabeth Günther                   |
| Großvater      | Robert Liensol              | Jochen Striebeck                    |
| Mutter         | Marie-Philomène Nga         | Carin Tietze                        |
| Onkel          | Emile Abossolo M’bo         | Mike Carl                           |
| der Alte       | Pascal N’Zonzi              | Günther Wolff                       |
| Nachbarin      | Marthe Ndome                | Eva Maria Bayerwaltes               |
| großes Mädchen | Emilie Gaydu                | Marcia von Rebay                    |
| großer Junge   | Gwénaël Sommier             | Marco Iannotta                      |
| Dach-Fetisch   | Jean Bediebe                | Thomas Albus                        |

## Kritik
„Trotz gelegentlicher Idealisierung überzeugt der in warmen Farben gestaltete Film durch seine Ruhe und Friedfertigkeit und kann auch kleineren Kindern einen von Klischees umstellten Kontinent näher bringen“, schrieb der film-dienst. „Die leicht verständliche Geschichte thematisiert die Bedeutung von Familie und Zivilcourage, ohne dabei allzu belehrend zu wirken“, stellte Cinema fest. „Mit seinem außergewöhnlichen Zeichenstil ist auch das Trickabenteur ‚Kiriku 2‘ ein exotisch schöner Tupfer in der ansonsten amerikanisch dominierten Animationswelt“, befand der Focus. Manfred Hobsch bezeichnete die Animation in seiner Kritik im Tagesspiegel als „Rollback zur klassischen Animation, die gut zur Naivität der Sehnsucht nach einer intakten Welt von Werten wie Mut und Familiensinn passt. Farbenprächtige Fabeln für allerjüngste Kinobesucher.“ Für die Süddeutsche Zeitung war der Film vor allem wunderbar, „wenn er die Handlung auf einfache Abläufe reduziert, dem Wasser folgt, das durch die neugegrabenen  Kanalrinnen prescht – Stilisierung, die durch einfache Mechanik entsteht.“

## Auszeichnungen
Kiriku und die wilden Tiere gewann 2006 den Preis der Kinderjury beim Chicago International Children’s Film Festival. Im selben Jahr erhielt er den Preis für den Besten Animations-Langfilm auf dem Trickfilmfestival Stuttgart.